# Flèche (niveau)
Pour les articles homonymes, voir Flèche.
La Flèche est une épreuve chronométrée de ski alpin de l'École du ski français (ESF). Elle a été créée en 1953. Elle fait partie des épreuves sanctionnant les classes compétition c'est-à-dire le niveau supérieur aux étoiles. Il s'agit d'un slalom géant en une seule manche, ce qui le différencie des slaloms géants de la Fédération française de ski.
Le temps réalisé par chaque skieur est comparé à celui de l'ouvreur, un moniteur de ski spécialiste du slalom géant. L'écart entre ces temps permet d'attribuer un niveau au skieur parmi les 5 suivants : Fléchette, Flèche de Bronze, d'Argent, de Vermeil et d'Or.

## Tracé
Ce slalom géant comporte de 25 à 35 portes pour un dénivelé de 200 à 250 m. Le temps de l'ouvreur est de l'ordre de 40 secondes.
Les portes sont matérialisées par un groupe de 2 piquets reliés par une banderole rectangulaire. Certaines portes (la première et la dernière) peuvent s'appuyer sur un second groupe de 2 piquets, il faut alors passer entre les 2 groupes de 2 piquets. Depuis 1981, les piquets comprennent une rotule articulée, qui leur permet de se coucher facilement jusqu'au sol lorsqu'ils sont poussés par le skieur.

## Calcul des performances

### de 1953 à ~1990
Les niveaux Flèche de Bronze, d'Argent et d'Or ont été créés dès le départ. Le niveau Fléchette a été ajouté en 1962, avant que le niveau Vermeil ne fasse son apparition que vers 1970.
Pour évaluer les performances, on procédait de la façon suivante :
L'ouvreur, un moniteur ESF habilité, réalisait un temps de référence. Ce temps était appelé le temps de base. Si plusieurs ouvreurs étaient présents, on retenait le meilleur de leurs temps.
Pour chaque compétiteur, on calculait la différence entre son temps réalisé et le temps de base, exprimé en pourcentage du temps de base.
On appliquait le barème ci-après pour déterminer le niveau obtenu, en fonction de cette différence exprimée en pourcentage :
- la Flèche d'Or : jusqu'à 7 % du temps de base
- la Flèche de Vermeil : jusqu'à 12 % du temps de base.
- la Flèche d'Argent : jusqu'à 20 % du temps de base
- la Flèche de Bronze : jusqu'à 40 % du temps de base
- la Flechette : jusqu'à 60 % du temps de base

Les différences de niveau entre les ouvreurs d'une station de ski à l'autre, n'étaient pas prises en compte.

### de ~1990 à aujourd'hui
À partir des années 1990, il a donc été décidé de modifier le mode de calcul pour tenir compte des niveaux des ouvreurs, et pour répartir de manière assez différente les niveaux.
Chaque moniteur susceptible d'être ouvreur, possède depuis cette époque, un classement en points (déterminé lors du challenge national des moniteurs), appelé handicap, qui indique (en pourcentage) son niveau par rapport au niveau international. Ce handicap est généralement compris entre 5 et 10.
Le temps de base n'est plus le temps de l'ouvreur. Pour obtenir le temps de base, on soustrait du temps de l'ouvreur un pourcentage égal au handicap de ce dernier.
Pour chaque compétiteur, on calcule la différence entre son temps réalisé et ce temps de base, exprimé en pourcentage du temps de base.
On applique le barème ci-après pour déterminer le test obtenu, en fonction de cette différence exprimée en pourcentage :

#### barème de ~1990 à mi-1999
- la Flèche d'Or : jusqu'à 17 % du temps de base
- la Flèche de Vermeil : jusqu'à 28 % du temps de base.
- la Flèche d'Argent : jusqu'à 40 % du temps de base
- la Flèche de Bronze : jusqu'à 68 % du temps de base
- la Flechette : jusqu'à 80 % du temps de base

#### barème de mi-1999 à mi-2011
- la Flèche d'Or : jusqu'à 17 % du temps de base
- la Flèche de Vermeil : jusqu'à 30 % du temps de base.
- la Flèche d'Argent : jusqu'à 40 % du temps de base
- la Flèche de Bronze : jusqu'à 60 % du temps de base
- la Fléchette : jusqu'à 65 % du temps de base

Les barèmes de la Flèche de Bronze et de la Fléchette ont été diminués de 8 et 15 % du temps de base.

#### barème de mi-2011 à mi-2018
- la Flèche d'Or : jusqu'à 15 % du temps de base
- la Flèche de Vermeil : jusqu'à 28 % du temps de base.
- la Flèche d'Argent : jusqu'à 40 % du temps de base
- la Flèche de Bronze : jusqu'à 50 % du temps de base
- la Fléchette : jusqu'à 55 % du temps de base

Les barèmes de la Flèche de Bronze et de la Fléchette ont été diminués de 10 %, et celui de l'Or de 2 % du temps de base.

#### barème de mi-2018 à aujourd'hui[1],[5]
- la Flèche d'Or : jusqu'à 15 % du temps de base
- la Flèche de Vermeil : jusqu'à 28 % du temps de base.
- la Flèche d'Argent : jusqu'à 40 % du temps de base
- la Flèche de Bronze : jusqu'à 45 % du temps de base
- la Fléchette : jusqu'à 50 % du temps de base

Les barèmes de la Flèche de Bronze et de la Fléchette ont été diminués de 5 % du temps de base.
Prenons un exemple : Si le temps de l'ouvreur est de 44 secondes, alors que ce dernier possède un handicap de 10. Le temps de base calculé est de 40 secondes et les niveaux sont attribués de la façon suivante :
- la Flèche d'Or : jusqu'à 46 s
- la Flèche de Vermeil : jusqu'à 51,2 s.
- la Flèche d'Argent : jusqu'à 56 s
- la Flèche de Bronze : jusqu'à 58 s
- la Fléchette : jusqu'à 60 s

## Insignes
Pour chaque niveau obtenu, l'ESF délivre un insigne. Les insignes de la Flèche et de la Fléchette ont fortement évolué au cours des temps, contrairement à ceux du Chamois et du Cabri qui sont restés relativement stables.

### de 1953 à 1960
L'insigne métallique de la Flèche reprend la forme d'une flèche en arc de cercle de la droite vers la gauche, bardée de trainees bleu-blanc-rouge. Au milieu de cet insigne se trouve un skieur. Les mentions "LA FLÈCHE" et "ESF y sont portées.

La Flèche
La Flèchette (première version)

### de 1960 à 1977
L'insigne de la Flèche reprend la forme d'une flèche rectiligne bleu-blanc-rouge de la droite vers la gauche. Au milieu de cet insigne se trouve un skieur. Les mentions "LA FLÈCHE" et "ESF y sont portées en dessous et au dessus de la flèche. C'est la couleur des inscriptions et du skieur  qui donne le niveau de la Flèche.
L'insigne de la Fléchette représente un skieur en position de recherche de vitesse, sur un fond de traces de slalom. Les mentions "LA FLÉCHETTE" et "ESF y sont gravées.
Ces insignes sont réalisés par la société Arthus Bertrand à Paris (inscription au dos de l'insigne).

Flèchette
Flèche Bronze
Flèche Argent
Flèche Vermeil

### de 1977 à 1983
L'insigne de la Flèche change totalement de forme pour ressembler fortement à celui du Chamois. Il devient rond. Il est composé d'un anneau circulaire métallique, au centre duquel se trouve une carte de France sur laquelle on trouve une trajectoire blanche entre 2 portes de slalom qui se termine par une flèche. En bas de l'anneau est inscrit "LA FLÈCHE", et en haut est inscrit "ÉCOLE DU SKI FRANÇAIS" sur un liseré bleu-blanc-rouge. C'est la couleur du métal qui différencie les niveaux.
L'insigne de la Fléchette change aussi de forme pour devenir triangulaire (pour symboliser la montagne). Au centre de ce triangle couleur métal, on trouve un skieur entre 2 portes. L'inscription "ÉCOLE DU SKI FRANÇAIS" est portée sur un liseré bleu-blanc-rouge situé sur le côté droit du triangle. La mention "LA FLÈCHE" est en bas à gauche, alors que le sigle de l'ESF a été gravé sur la droite.

### de 1983 à 1993
L'insigne de la Flèche évolue légèrement en ajoutant après la mention "LA FLÈCHE", le niveau atteint en toutes lettres : "BRONZE", "ARGENT", VERMEIL" ou "OR".

### de 1993 à aujourd'hui[7]
L'insigne de la Flèche subit une importante évolution. Tout en gardant une forme ronde (son diamètre est de 28 millimètres), la carte de France et sa trace de slalom sont remplacées par un skieur de couleur rouge qui efface une porte avec l'épaule. L'inscription "ÉCOLE DU SKI FRANÇAIS" est remplacée par le signe de l'ESF. Il est réalisé par la société Martineau à Saumur (inscription au dos de l'insigne).
L'insigne de la Fléchette conserve sa forme triangulaire. Le skieur est remplacé par un skieur de couleur rouge de plus grande taille portant le dossard numéro 1, sur un fond de montagnes enneigées. Le sigle de l'ESF remplace l'inscription "ÉCOLE DU SKI FRANÇAIS". Il est réalisé par la société Decat à Paris (inscription au dos de l'insigne).

Flèchette
Flèche Bronze
Flèche Argent
Flèche Vermeil
Flèche Or

## Niveau Ski
C'est l'une des 5 épreuves aujourd'hui retenues pour l'obtention du niveau Ski.

## Classement Ski Open
Ce classement national des skieurs de l'ESF est calculé pour chaque skieur à l'aide des 2 meilleures performances qu'il a réalisées dans les épreuves de Flèche, Chamois ou Fusée, au cours des 2 dernières années.
Les meilleurs classés dans les catégories Poussin(e)s U12 (moins de 12 ans)et Benjamin(e)s U14 (moins de 14 ans) peuvent participer aux Ski Open Coq d'Or. Les épreuves de cette manifestation nationale annuelle qui existe depuis 1994, ont la particularité de rassembler les meilleurs éléments de l'ESF et ceux des clubs affiliés à la Fédération française de ski, afin de détecter l'ensemble des talents de demain.

## Ski d'Or
L'épreuve du Ski d'or est la grande épreuve nationale annuelle des meilleurs skieurs de l'ESF. Elle est ouverte dans les catégories Minimes U16 (moins de 16 ans), Cadet(te)s U18 (moins de 18 ans), Juniors U21 (moins de 21 ans) et Seniors aux titulaires de la Flèche d'Argent (pour les filles) / d'Or (pour les garçons) ou du Chamois d'Argent.